# Senat (Kenia)
Der Senat ist das Oberhaus des Parlaments von Kenia. Der erste Senat Kenias wurde 1963 eingerichtet, allerdings 1966 wieder abgeschafft. Erst mit dem Verfassungsreferendum in Kenia 2010 wurde er wieder eingesetzt und steht seitdem der Nationalversammlung als erste Kammer gegenüber.
Das Gebäude des Senats befindet sich in der Hauptstadt Nairobi.
Der Senat besteht gemäß Artikel 98 der Verfassung Kenias insgesamt aus 67 Abgeordneten. Davon entfallen 47 auf direkt gewählte Vertreter der Countys, 16 auf Frauen, die proportional zu ihrem Wahlergebnis von den Parteien ernannt werden, sowie 4 Abgeordnete (2 Männer, 2 Frauen), von denen 2 die Jugend und 2 behinderte Menschen repräsentieren. Der Sprecher des Senats ist ein Mitglied ex officio.

## Aufgaben und Befugnisse
- Repräsentiert die Countys
- Nimmt am Gesetzgebungsverfahren teil und muss Gesetze, die die Countys betreffen, annehmen, damit sie in Kraft treten
- Bestimmt die Verteilung von staatlichen Mitteln unter den Countys
- Kann den Präsidenten, den Vizepräsidenten, County Gouverneure und Vize-Gouverneure ihres Amtes entheben.

## Wahlen
Die letzte Wahl fand am 9. August 2022 statt.